# WikiPathways
O WikiPathways é um recurso comunitário para contribuir e manter conteúdo relacionado a vias biológicas. Qualquer usuário registrado do WikiPathways pode contribuir, e qualquer um pode se tornar um usuário registrado. As contribuições são monitoradas por um grupo de administradores, mas a maior parte da revisão por pares, curadoria editorial e manutenção é responsabilidade da comunidade de usuários. O WikiPathways é construído usando o software MediaWiki, uma ferramenta de edição gráfica customizada  PathVisio ) e bancos de dados BridgeDb integradas que cobrem os principais genes, proteínas e sistemas metabólicos.

## Conteúdo de vias
Cada artigo no WikiPathways é dedicado a um caminho específico. Muitos tipos de vias moleculares são cobertas, incluindo vias metabólicas, desinalização e regulatórias. O repositório cobre diversas   espécies, incluindo humano, camundongo, peixe-zebra, mosca da fruta, C. elegans, fermento, arroz e arabidopsis, bem como bactérias e espécies de plantas. Usando um recurso de pesquisa, pode-se localizar uma via específica  pelo nome, pelos genes e proteínas que ele contém ou pelo texto exibido em sua descrição. A coleção de caminhos também pode ser pesquisada com combinações de nomes de espécies e categorias baseadas em ontologias.

## Acesso e integração
Além de vários formatos de dados primários (por exemplo GPML, BioPAX, Reactome, KEGG e RDF), o WikiPathways suporta uma variedade de maneiras de integrar e interagir com o conteúdo de vias biológicas. Isso inclui links diretos, mapas de imagens, feeds RSS e serviços web. Isso permite a reutilização em projetos como o Mapa de Doenças COVID19.